# Asztalitenisz a 2000. évi nyári olimpiai játékokon
Az asztalitenisz a 2000. évi nyári olimpiai játékokon az újkori olimpiák történetében negyedszer került a hivatalos programba. A hagyományos asztalitenisz-versenyszámok közül vegyes párosban nem rendeztek versenyt, így négy versenyszámban avattak olimpiai bajnokot.

## Éremtáblázat
| A 2000. évi nyári olimpiai játékok éremtáblázata asztaliteniszben | A 2000. évi nyári olimpiai játékok éremtáblázata asztaliteniszben | A 2000. évi nyári olimpiai játékok éremtáblázata asztaliteniszben | A 2000. évi nyári olimpiai játékok éremtáblázata asztaliteniszben | A 2000. évi nyári olimpiai játékok éremtáblázata asztaliteniszben | Olimpia  |
| ----------------------------------------------------------------- | ----------------------------------------------------------------- | ----------------------------------------------------------------- | ----------------------------------------------------------------- | ----------------------------------------------------------------- | -------- |
|                                                                   | Ország                                                            | Arany                                                             | Ezüst                                                             | Bronz                                                             | Összesen |
| 1.                                                                | Kína (CHN)                                                        | 4                                                                 | 3                                                                 | 1                                                                 | 8        |
|                                                                   |                                                                   |                                                                   |                                                                   |                                                                   |          |
| 2.                                                                | Svédország (SWE)                                                  | 0                                                                 | 1                                                                 | 0                                                                 | 1        |
|                                                                   |                                                                   |                                                                   |                                                                   |                                                                   |          |
| 3.                                                                | Franciaország (FRA)                                               | 0                                                                 | 0                                                                 | 1                                                                 | 1        |
| 3.                                                                | Dél-Korea (KOR)                                                   | 0                                                                 | 0                                                                 | 1                                                                 | 1        |
| 3.                                                                | Tajvan (TPE)                                                      | 0                                                                 | 0                                                                 | 1                                                                 | 1        |
|                                                                   |                                                                   |                                                                   |                                                                   |                                                                   |          |
| Összesen                                                          | Összesen                                                          | 4                                                                 | 4                                                                 | 4                                                                 | 12       |

## Érmesek

### Férfi
| A 2000. évi nyári olimpiai játékok férfi érmesei asztaliteniszben |                                                  |                                          |                                                            |
| Versenyszám                                                       | Arany                                            | Ezüst                                    | Bronz                                                      |
| egyes                                                             | Kong Linghui · Kína (CHN)                        | Jan-Ove Waldner · Svédország (SWE)       | Liu Guoliang · Kína (CHN)                                  |
| páros                                                             | Kína (CHN) · Vang Li-csin (Wang Liqin) · Yan Sen | Kína (CHN) · Kong Linghui · Liu Guoliang | Franciaország (FRA) · Patrick Chila · Jean-Philippe Gatien |

### Női
| A 2000. évi nyári olimpiai játékok női érmesei asztaliteniszben |                                          |                                  |                                          |
| Versenyszám                                                     | Arany                                    | Ezüst                            | Bronz                                    |
| egyes                                                           | Vang Nan (Wang Nan) · Kína (CHN)         | Li Ju · Kína (CHN)               | Csen Csing (Chen Jing) · Tajvan (TPE)    |
| páros                                                           | Kína (CHN) · Li Ju · Vang Nan (Wang Nan) | Kína (CHN) · Yang Ying · Sun Jin | Dél-Korea (KOR) · Kim Mukjo · Ju Dzsihje |

## Magyar részvétel
Az olimpián Magyarországot három asztaliteniszező – Bátorfi Csilla, Molnár Zita és Tóth Krisztina – képviselte. A Bátorfi Csilla–Tóth Krisztina páros 4. helyezést ért el. Mindhárman indultak a női egyéni versenyben is.